# ريتشارد إم. نويز
ريتشارد إم. نويز (بالإنجليزية: Richard M. Noyes)‏ هو كيميائي وأستاذ جامعي أمريكي، ولد في 6 أبريل 1919 في تشامبيغن في الولايات المتحدة، وتوفي في 25 نوفمبر 1997.